# Neeraj Neeraj
Neeraj Neeraj (2000) è un lottatore indiano, specializzato nella lotta greco romana.

## Palmarès
- Campionati asiatici

Ulaanbaatar 2022: bronzo nei 63 kg.